# 에드윈 슈나이드먼
에드윈 슈나이드먼(Edwin S. Shneidman)은 미국의 심리학자, 사망학자이다. 노먼 파베루와 함께 현대 자살학의 아버지로 불린다.

## 생애
1918년 우크라이나 이민자의 아들로 태어났다.
1938년 UCLA에서 심리학을 전공하여 졸업하였고, 이후 USC에서 심리학 박사학위를 취득하였다. 1949년 브렌트후드 보훈병원에 근무할 당시 직장 상사에게 두 명의 자살자들의 미망인을 위한 애도문을 부탁받았고, 이를 계기로 자살에 관심을 가지게 되었다.
1958년 로버트 리트만, 노만 파베루와 함께 LA 자살 예방 센터를 설립하여 24시간 상담 서비스를 운영하였다. 1966년 미국 국립정신건강연구소의 요청으로 자살 예방 프로그램을 개발하는데 몰두하였다. 1968년 미국자살학회를 조직하고, 1971년 자살학 분야의 전문 학술지인 Suicide and Life-Threatening Behavior을 창간하였다. 1970년 UCLA의 교수로 부임하였다.

## 연구 분야
그는 자살에 관하여 광범위한 연구를 진행하였고, 대표적으로 자살의 정의 및 기본 이론 확립, 자살 예방 프로그램, 자살 위험군에 대한 임상 면담, 유서 연구, 심리부검 개념의 제시를 꼽을 수 있다.
특히 그는 심리 부검(psychological autopsy), 사후예방(postvention), 심리통(psychache) 등의 새로운 용어를 만들어 자살학에 많은 공헌을 하였다.

## 비판
슈나이드먼은 자살에 이르기까지의 정신적 고통을 자신에 대한 실망이나 요구에 대한 좌절로 설명하였는데, 이는 정신적 고통을 이론적인 범위에만 국한시켰다는 비판을 받는다.

## 주요 저서
- Shneidman E, Farberow N. Clues to Suicide. McGraw-Hill, 1957. ISBN 978-0-07-056981-2.
- Shneidman E. How to prevent suicide (Public affairs pamphlet no. 406). Public Affairs Committee, 1967.
- Shneidman E. Deaths of Man. Jason Aronson, 1973. ISBN 978-1-56821-859-5.
- Shneidman E. Definition of Suicide. Jason Aronson, 1985. ISBN 978-1-56821-196-1.
- Shneidman E. Suicide as Psychache: A Clinical Approach to Self-Destructive Behavior. Jason Aronson, 1993. ISBN 978-0-87668-151-0.
- Shneidman E. The Suicidal Mind. Oxford University Press, 1998. ISBN 978-0-19-511801-8.
- Shneidman E. Leenaars AA(eds.). Lives and Deaths: Selections from the Works of Edwin S. Shneidman. Psychology Press, 1999. ISBN 978-1-58391-011-5.
- Shneidman E. 에드윈 슈나이드먼 박사의 심리부검 인터뷰 (조용범 역.) 학지사, 2014. ISBN 978-89-997-0239-6. (원제: Autopsy of a Suicidal Mind. Oxford University Press, 2004. ISBN 978-0-19-517273-7.)

## 같이 보기
- 사망학